# ستيفان رافن سيجورمانسون
ستيفان رافن سيجورمانسون مواليد 19 مايو 1990 في هافنارفيوردور، آيسلندا، هو لاعب كرة يد أيسلندي يلعب كجناح أيسر. يلعب حاليا مع نادي آلبورغ لكرة اليد ويحمل الرقم 2. مثل منتخب آيسلندا لكرة اليد.

## سجل المنافسة
شارك في البطولات التالية:
- بطولة العالم لكرة اليد للرجال 2015
- بطولة أوروبا لكرة اليد للرجال 2014
- بطولة أوروبا لكرة اليد للرجال 2016

## روابط خارجية
- ستيفان رافن سيجورمانسون على موقع الاتحاد الأوروبي لكرة اليد (الإنجليزية)